# On and On
On and On es el segundo álbum de estudio lanzado por el músico estadounidense Jack Johnson. Editado en 2003 tras grabarse en los The Mango Tree studios en Hawái cuenta con la voz y la guitarra de Johnson acompañado por Adam Topol a la percusión y Merlo Podlewski al bajo.

## Lista de canciones
Todas las canciones escritas íntegramente por Jack Johnson excepto Wasting Time en la que colaboran Topol y Podlewski. 
1. "Times Like These" – 2:22
2. "The Horizon Has Been Defeated" – 2:33
3. "Traffic in the Sky" – 2:50
4. "Taylor" – 3:59
5. "Gone" – 2:10
6. "Cupid" – 1:05
7. "Wasting Time" – 3:50
8. "Holes to Heaven" – 2:54
9. "Dreams Be Dreams" – 2:12
10. "Tomorrow Morning" – 2:50
11. "Fall Line" – 1:35
12. "Cookie Jar" – 2:57
13. "Rodeo Clowns" – 2:38
14. "Cocoon" – 4:10
15. "Mediocre Bad Guys" – 3:00
16. "Symbol in My Driveway" – 2:50

- Datos: Q527570